# Matteo 1

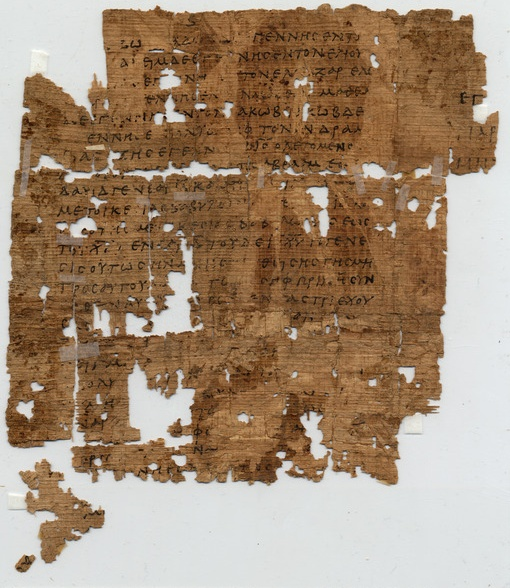
Matteo 13,14-20 sul verso del Papiro 1 (~250 d.C.).

Matteo 1 è il primo capitolo del vangelo secondo Matteo nel Nuovo Testamento. Esso contiene due sezioni distinte. La prima parte è la genealogia di Gesù da Abramo dal suo padre putativo Giuseppe. La seconda parte, che inizia al versetto 18, dà conto della Nascita di Gesù.

## Testo
Il testo originale venne scritto in greco antico. Questo capitolo è diviso in 25 versi.

### Testimonianze scritte
Tra le principali testimonianze documentali di questo capitolo vi sono:
- Codex Vaticanus (~325–350; completo)
- Codex Sinaiticus (~330–360; completo)
- Codex Washingtonianus (~400)
- Codex Bezae (~400; versetti 21-34)
- Codex Ephraemi Rescriptus (~450; versetti 3-34)

## La genealogia

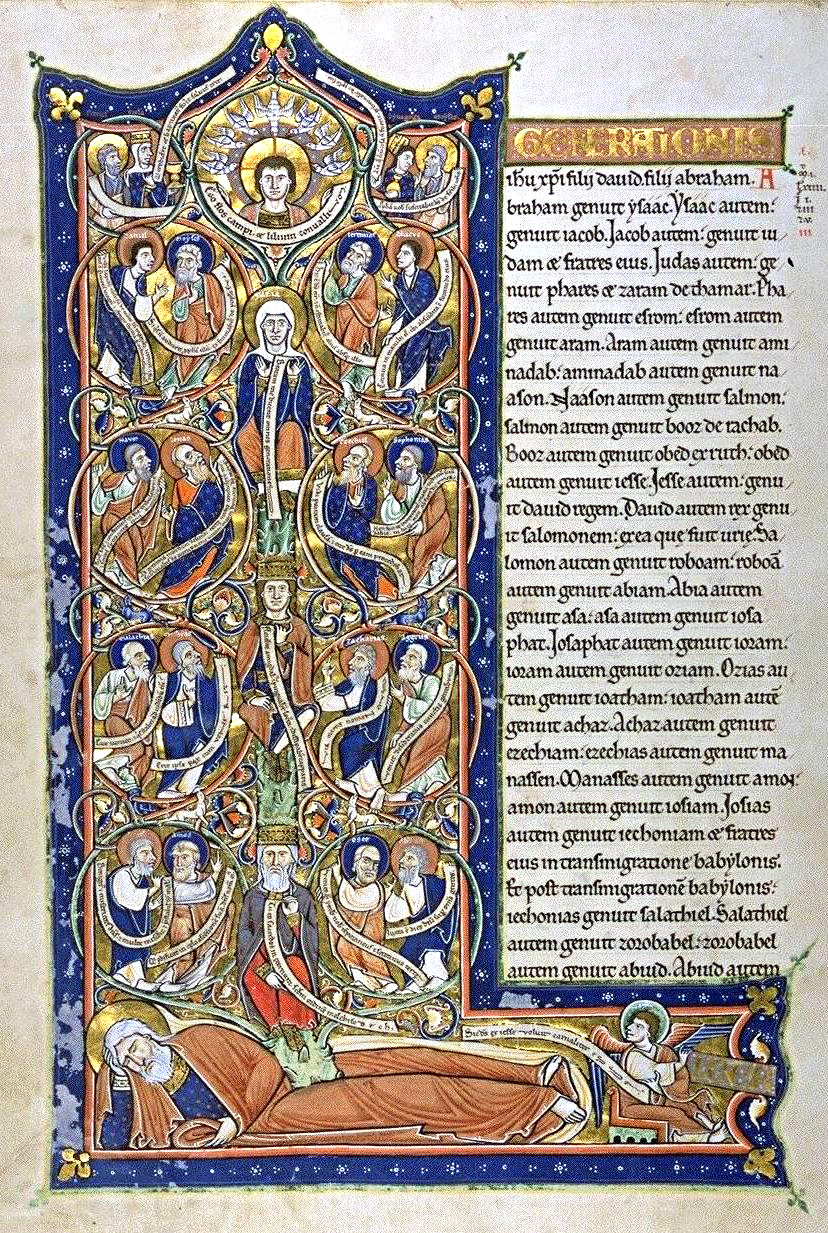
La genealogia di Matteo è tradizionalmente illustrata nell'Albero di Jesse che mostra i discendenti di Gesù da Jesse, padre di re David.

### Matteo 1,1-17
Matteo apre il proprio vangelo con la genealogia di Gesù, divisa in 14 generazioni: da Abramo a David, da David all'esilio babilonese e quindi sino a Giuseppe, padre putativo di Gesù. L'elenco si apre e si conclude con il titolo di "Cristo" abbinato alla figura di Gesù (1,1, 1,18; raramente usato nel vangelo di Matteo). Le parole di apertura del vangelo mostrano che egli fu scritto da un ebreo per un pubblico di tradizione e cultura ebraica. La genealogia dimostra che Gesù ha origine dal seme di Abramo ed appartiene alla Casa di David, e quindi ne è l'erede. Il vangelo di Matteo asserisce inoltre che egli è il Figlio di Dio e, pertanto, Giuseppe non è il suo padre naturale, ma piuttosto egli ne è il padre putativo. Ra McLaughlin ha notato come significativa l'adozione di Gesù da parte di Giuseppe (con il dare il nome al bambino, come farebbe un vero padre naturale) che rende Gesù il messia predetto nella linea di David.
Questa sessione inizia con Abramo che è tradizionalmente ritenuto l'antenato di tutte le famiglie della Terra. Essa attraversa tutte le principali figure dell'Antico Testamento come Isacco, Giacobbe e Giuda. Il passaggio fa anche riferimento ai fratelli di Giuda che però non vengono inseriti nella genealogia presentata. Gundry ha sottolineato come Matteo abbia voluto inserire anche questo cenno in riferimento alla fratellanza che deve vivere il popolo di Dio.
Numerosi sono i problemi riscontrati nella genealogia. L'elenco di membri della casata di Gesù è infatti significativamente differente rispetto a quello che si può trovare in Luca 3, dove l'elenco dalla cattività babilonese sino al nonno di Gesù è del tutto differente. Matteo omette diversi nomi in porzioni della genealogia dove essa è ben nota al pubblico che la legge, come ad esempio Ioiakim non viene menzione in 1,11 ed altri quattro nomi sono saltati in 1,8. A differenza della maggior parte delle genealogie bibliche, quella di Matteo menziona diverse figure non in discendenza diretta di Gesù, tra cui quattro donne, Tamar, Rut, Betsabea e Rahab.
Molte teorie sono state sviluppate in merito, la più popolare delle quali è che, mentre Matteo dà al lettore la genealogia di Giuseppe e di suo padre Giacomo, vangelo di Luca si soffermi invece sulla genealogia del suocero di Giuseppe, Heli. Pertanto, Matteo si focalizza maggiormente sul tema della discendenza regale di Gesù, piuttosto che su una precisa discendenza biologica (forse usata invece da Luca) alla quale forse non aveva accesso nei suoi documenti. McLaughlin ha suggerito che da Ioiachin si siano dipanati due gruppi per formare in tutto "quattordici generazioni" in 1,17, e come tanto quella genealogia non deve essere vista come storicamente completa, ma piuttosto come una deviazione letteraria per evidenziare quattro eventi significativi nella storia degli israeliti: l'Alleanza con Abramo, l'Alleanza con David, l'esilio babilonese e il regno del Messia che è oggetto di tutto il resto del vangelo.
Altri studiosi dubitano di queste teorie, e quanti non credono nella infallibilità della Bibbia credono che si tratti di mere inaccuratezze storiche. La genealogia di Luca contiene un numero più realistico di nomi, in base al periodo, mentre la lista di Matteo manca dei tipici nomi papponimici in uso all'epoca. Gundry crede che l'ultima parte dell'elenco di Matteo sia "una grande figura retorica" e che fosse all'epoca alquanto ordinario riempire degli spazi in una narrazione storica con figure plausibili per quanto non comprovate.

## Nascita di Gesù

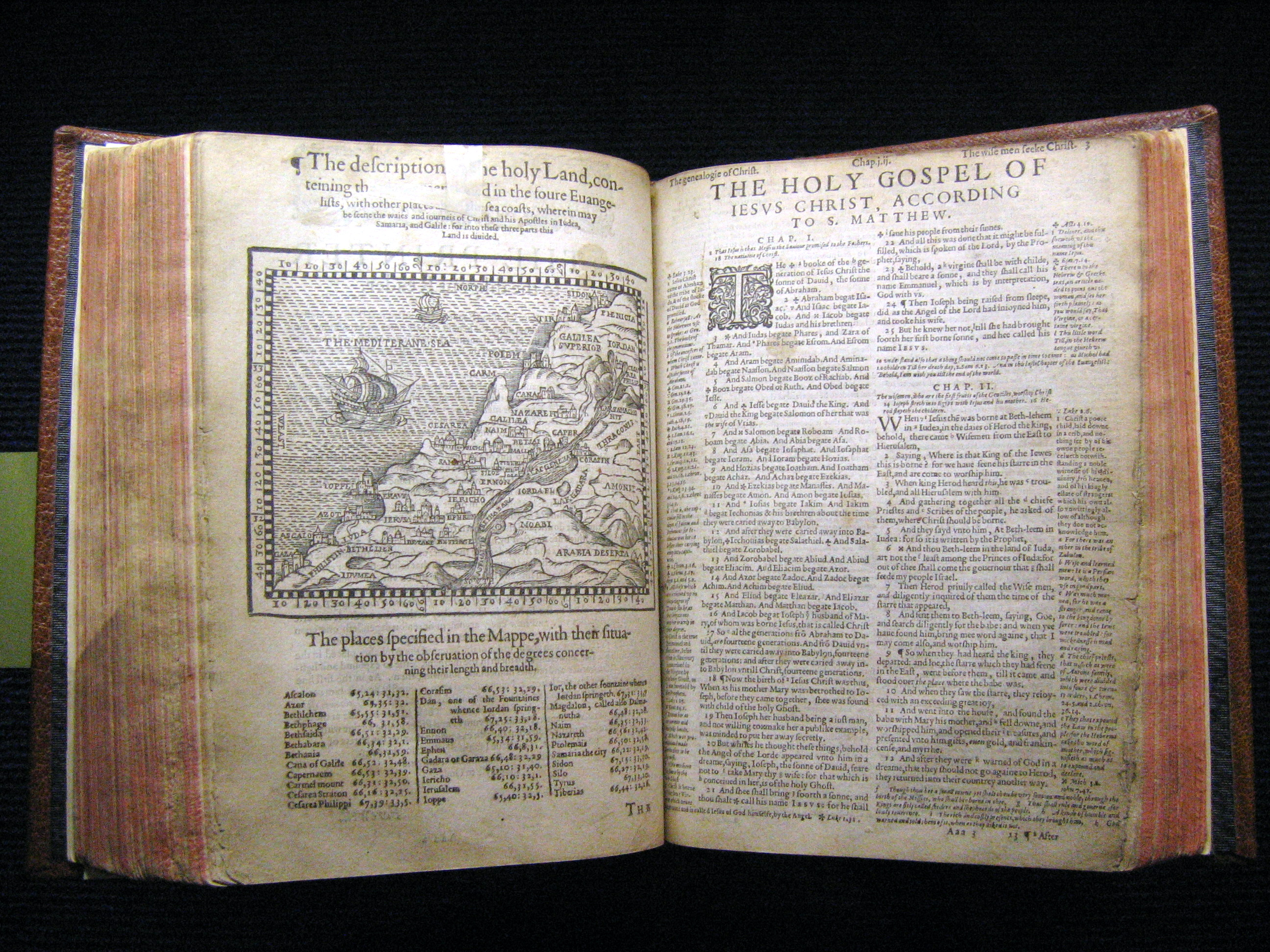
Vangelo di Matteo, capitolo 1 e parte del capitolo 2 nella Bibbia di Ginevra (XVI secolo).

### Matteo 1,18-25
La seconda parte del capitolo 1 del vangelo di Matteo collega alcuni degli eventi relativi alla nascita di Gesù (Matteo 2:1. Mentre Luca e Matteo si focalizzano su vari dettagli, i punti salienti che emergono dal racconto sembrano essere la nascita virginale di Gesù e la sua natura divina. A differenza del racconto di Luca, Matteo si focalizza sul personaggio di Giuseppe e sulla scoperta da parte di Giuseppe della sua paternità putativa (Matteo 1,18) e il messaggio dell'angelo che gli confermò la fedeltà di Maria ed il progetto di Dio, citando Isaia 7,14 presagendogli la nascita del Messia.
Questa sessione focalizzata sulla figura di Giuseppe è inusuale. Il teologo svizzero Eduard Schweizer ha suggerito che Matteo fosse lontano dal voler provare lo status legale di Gesù come figlio adottivo di Giuseppe, e quindi volesse perlopiù concentrarsi sulla legalità della discendenza da David, piuttosto che provare la nascita di Gesù da Maria vergine. Schweizer ha notato come Matteo avesse scritto ciò sapendo di trovarsi di fronte un pubblico prevalentemente ebraico per cultura e tradizione, una cosa che egli tiene ben presente in tutto il suo vangelo, dando importanza in continuazione al Vecchio Testamento. Hill ha evidenziato come la citazione di Isaia è, di fatto, l'elemento centrale di tutta la parte del capitolo, cioè l'elemento che unisce Gesù alla profezia delle Scritture.
Stendhal, per contro, ha visto questa seconda parte del capitolo come una lunga nota all'ultima linea della genealogia, una lunga spiegazione del perché Giuseppe sia unicamente il marito della madre di Gesù, e come possa nel contempo Gesù essere erede di David.

## Versetti
- Matteo 1,1
- Matteo 1,2
- Matteo 1,3
- Matteo 1,4
- Matteo 1,5
- Matteo 1,6
- Matteo 1,7
- Matteo 1,8
- Matteo 1,9

- Matteo 1,10
- Matteo 1,11
- Matteo 1,12
- Matteo 1,13
- Matteo 1,14
- Matteo 1,15
- Matteo 1,16
- Matteo 1,17
- Matteo 1,18

- Matteo 1,19
- Matteo 1,20
- Matteo 1,21
- Matteo 1,22
- Matteo 1,23
- Matteo 1,24
- Matteo 1,25